# Тёмные деньги
Тёмные деньги (англ. Dark Money) — американский документальный фильм 2018 года режиссёра Кимберли Рид о влиянии корпоративных денег и их воздействии на американскую политическую систему. В фильме родной штат Рид, Монтана, используется в качестве основного примера для более широкого общенационального обсуждения вопросов управления в эпоху суперкомитетов политических действий и движения Citizens United. Премьера фильма «Тёмные деньги» состоялась на кинофестивале «Сандэнс» в 2018 году, а премьера для зрителей Монтаны состоялась на кинофестивале Big Sky в феврале 2018 года. Права на трансляцию фильма «Тёмные деньги» были приобретены компанией PBS Distribution для трансляции фильма в рамках своего документального сериала POV в 2018 году.

## Синопсис
«Тёмные деньги» отслеживает влияние корпоративных денег на современную американскую политику. Используя штат Монтана в качестве основного примера для исследования, фильм рассматривает сложную историю политики штата Монтана и корпоративного влияния на политику. Начиная с истории компании Anaconda Copper Mining Company, фильм «Тёмные деньги» показывает, как влияние горнодобывающих корпораций заставило законодателей штата смягчить правила добычи полезных ископаемых, что привело к экологической катастрофе в Бьютт, штат Монтана, проблемы от которой сохраняются и по сей день. В результате в 1912 году в Монтане было запрещено корпоративное финансирование избирательных кампаний в рамках политики штата. Однако после решения Верховного суда по делу Citizens United против FEC корпоративные интересы и большие деньги вновь появились на сцене в Монтане и стали предметом растущей национальной озабоченности. В фильме прослеживаются шаги, предпринятые генеральным прокурором Монтаны (а позднее губернатором) Стивом Буллоком для поиска средств от злоупотреблений при финансировании избирательных кампаний в то время, когда Федеральная избирательная комиссия (FEC) была остановлена назначением трёх новых членов-республиканцев во главе с Доном Макганом, который систематически блокировал все меры по обеспечению соблюдения правил FEC. В 2015 году Монтана восстановила свой суверенитет в финансировании избирательных кампаний, приняв Закон о раскрытии информации в Монтане, который, требуя полного раскрытия имён спонсоров, устранил «тёмный» аспект влияния больших денег на их кампании.
Джон С. Адамс из Montana Free Press играет в фильме центральную роль журналиста-расследователя, который на протяжении нескольких лет отслеживает политику штата и «следит за деньгами». Адамс освещал всё, начиная от роли фондов American Tradition Partnership (ранее известного как Western Tradition Partnership) в формировании законов о выборах в штате и заканчивая незаконной политической деятельностью PAC «Право на труд» в Монтане. Фильм рассказывает о работе Адамса в качестве репортёра, но также включает интервью с другими видными деятелями политики штата Монтана и участниками движения по изучению и ограничению влияния теневых денег в политике.
Режиссёр Кимберли Рид объясняет, что её побудило снять этот фильм то, что способ понять любую общественную проблему — это понять, что ею движет. «Первое, на что нужно обратить внимание, — это деньги, которые подпитывают эту проблему», — объясняет она. «Просто проследив за этими деньгами, можно многое сказать о стоящих за ними власть имущих».

## Критика
Deadline Hollywood освещал фильм в преддверии кинофестиваля «Сандэнс», назвав его «спорным» и указав, что «фильм повествует о журналисте, проводящем расследование, на пути к крупному судебному делу в Монтане, которое полностью связано с расходами на политическую рекламную кампанию, источники финансирования которых никому не известны. Документальный фильм показывает, как эта практика разрушает выборы по всей стране».
В рецензии Variety фильм оценивается как «микрокосм тревожного воздействия решения Citizens United на демократию в США». В рецензии также говорится, что «второй фильм Рид — это простой репортаж, рассказывающий сложную, многосерийную историю с большим количеством участников, в восхитительно убедительных терминах».

## Фестивали и награды
«Тёмные деньги» были частью программы «Good Pitch» 2016 года, направленной на создание документальных фильмов по ведущим социальным проблемам при участии НПО, а также политических и общественных организаций. Премьера фильма «Тёмные деньги» состоялась в январе 2018 года на кинофестивале «Сандэнс», где он был официально отобран и получил премию за продюсирование. Фильм «Тёмные деньги» был показан на открытии фестиваля документального кино Big Sky в феврале 2018 года и получил награду за лучший документальный фильм на кинофестивале в Омахе в марте 2018 года. Фильм был показан на нескольких кинофестивалях, предшествовавших трансляции и премьере на PBS 1 октября. К ним относятся кинофестиваль FREEP, кинофестиваль Denver Film Society Women + Film, международный кинофестиваль в Боулдере и фестиваль документальных фильмов Full Frame.